# Araeoncus curvatus
Araeoncus curvatus là một loài nhện trong họ Linyphiidae.
Loài này thuộc chi Araeoncus. Araeoncus curvatus được Albert Tullgren miêu tả năm 1955.